# Герб Монреаля
Перший герб Монреаля був розроблений Жаком Вігером, першим мером Монреаля, і прийнятий у 1833 році міськими радниками. Зміни були внесені приблизно через сто п’ять років і прийняті 21 березня 1938 р. І знову 13 вересня 2017 р., в результаті чого версія використовується в даний час. Герб був єдиною міською емблемою, що представляла Монреаль до 1981 року, коли був розроблений стилізований логотип для загального повсякденного використання, зарезервувавши герб для урочистих випадків.

## Історія

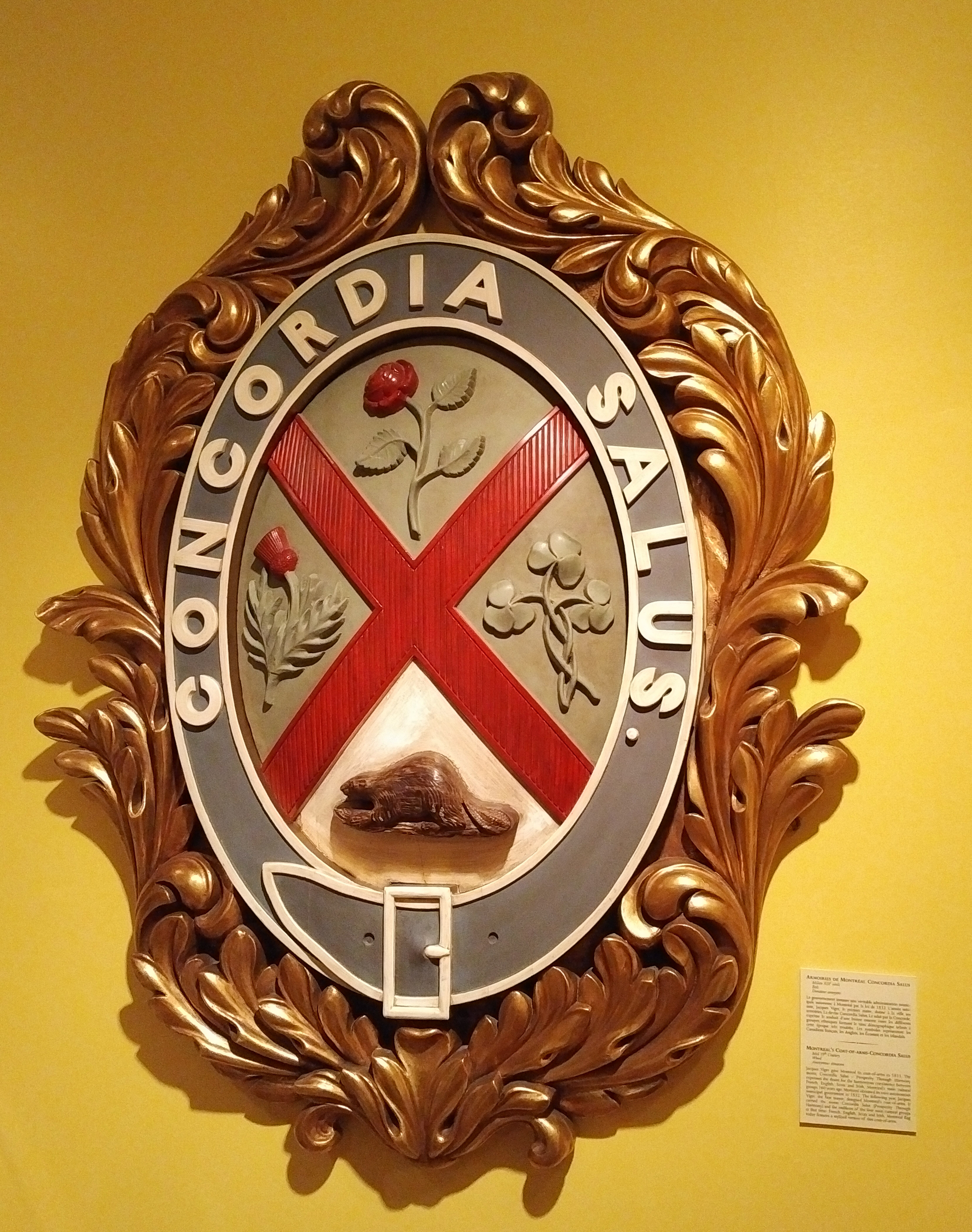
Перший герб (1833)

Перший герб був виставлений на білому щиті, який мав червоний андріївський хрест з чотирма гербовими фігурами, що символізували представників чотирьох основних складових населення, як це розглядав мер Жак Вігер та міська рада в 1833 році, коли герб були розроблені та прийняті. Троянда зверху символізувала англійську складову населення, чортополох праворуч - шотландців, трилисник конюшини ліворуч  - ірландців, а знизу - бобер для французів, які спочатку поселилися території і торгували хутром.
Блазон щита на першому гербі був таким: В сріблі, червоний андріївський хрест між червоною трояндою із зеленим листям, в основі бобром із гілкою, праворуч будяк з листям, ліворуч трилисник конюшини. Девізом на сувої під щитом є Concordia Salus, латинська фраза, що перекладається як "порятунок через гармонію" або французькою як "le salut par la concorde".
У 1938 році міська рада попросила оновити герб, щоб краще відображати населення Монреаля. Зміни відбулися в хресті, що став Георгіївським і був пов’язаний з Англією і християнськими місіонерськими місіями, які могли б представляти принципи французьких католиків, які заснували місто. До цього періоду бобер став загальним символом Монреаля та його працьовитості, і він більше не представляв лише первісних французьких поселенців, тому його перенесли на клейнод щита. Замість бобра на щиті було додано блакитну лілею, яка символізувала нащадків первісних французьких поселенців. Троянда, осот та конюшина залишились. Щит був оточений вінком із цукрового кленового листя, що символізувало дружні стосунки між різними елементами населення Монреаля та натяк на клен як національну емблему Канади. Латинський девіз зберігся.
У 2017 році міська рада вирішила додати символ, що представляє корінні народи, золоту білу сосну в колі посередині хреста.

## Блазон герба
Канадська геральдична влада надала поточну версію герба у вересні 2017 року. Герб герба виглядає так:
Червоний хрест у сріблі, що обтяжений золотою білою сосною в круглому центрі, у першій чверті синя лілея, у другій - червона троянда, в третій - осот і в четвертій - трилисник; у клейноді - бобер на колоді; щит оточений вінком зеленого кленового листя, з девізом CONCORDIA SALUS.

## Національна символіка
П’ять флорних емблем, знайдених на щиті, самі по собі є традиційними національними символами, кожен з яких натякає на певний історичний знак, що використовується державою чи нацією.
|                   |                            |                    |            |            |
| Геральдична лілія | Червона троянда Ланкастера | Трилисник конюшини | Чортополох | Біла сосна |

Геральдична лілія довго використовувався французькими королівськими родами, такими як Бурбони, у своєму гербі і був на національному прапорі французів під час заснування Монреаля, а також використовувався як знак честь або прихильність короля Франції. Перші європейські поселенці, що володіли островом Монреаль, були прибульцями з Франції, і, отже, представлені цим символом.
Червона троянда Ланкастерів використовувалася як символ англійського Королівського дому Ланкастерів, а також стала символом англійського народу.
Трилисник був символом для ранніх ірландських християн і став символом ірландського народу.
Знайдений у різноманітному фольклорі шотландців ще з римських часів, будяк також здавна використовувався в базі шотландського королівського герба і був символом шотландського народу задовго до появи геральдики.
Біла сосна символізує корінні народи і означає мир і гармонію. Він також представляє Коло життя та вогонь ради - місце для зустрічей та діалогу для Перших Націй.

## Логотип
У 1981 році, намагаючись модернізувати використання містом таких емблем, Монреаль представив логотип для загального муніципального використання, тоді як герб був зарезервований для найбільш офіційних церемоній та заходів. Емблема складається з назви міста зі знаком акценту, знайденого французьким правописом, і стилізованої розетки, яка сама складається з чотирьох сердець. Офіційно знак повинен бути чорним, а розетка червоною, але існує кілька варіантів для друку, коли встановлені кольори не будуть добре контрастувати на документах.
Великий Монреаль спробував об'єднати місто Монреаль з іншими вісімдесят одним навколишнім муніципалітетами під одним логотипом у 2006 році. Введений логотип складався зі стилізованого «М», призначеного для вигляду, як зазначає дизайнерська фірма, «навмисно кремезного, дуже гостинного, як зручне крісло». Однак логотип зазнав багато негативної критики за "печворк яскраво-рожевого, мандаринового, ревінового, бірюзового та зеленого яблук" який розглядався як дитячий у вжитку і порівнювався з клоунською фарбою, смартами, киселями, сміттям і навіть блювотою. Громадські настрої ставали дедалі негативнішими, коли було виявлено, що вартість отриманого дизайну становила 1 487 000 доларів, виплачених із державного фонду. Сам Монреаль продовжує використовувати логотип 1981 року, і навіть Великий Монреаль відтоді відмовився від дизайну, який вони самі прийняли.